# Thropton
Thropton är en ort och civil parish i Storbritannien.   Den ligger i grevskapet och kommunen Northumberland i riksdelen England, i den centrala delen av landet, 400 km norr om huvudstaden London. Thropton ligger 91 meter över havet och antalet invånare är 458.
Terrängen runt Thropton är varierad. Thropton ligger nere i en dal. Runt Thropton är det ganska glesbefolkat, med 29 invånare per kvadratkilometer. Närmaste större samhälle är Alnwick, 19,3 km nordost om Thropton. I omgivningarna runt Thropton växer i huvudsak blandskog.